# Pflanzenstraße
Als Pflanzenstraße bezeichnet man in der Aquaristik eine Pflanztechnik für Aquarienpflanzen. Pflanzenstraßen sind insbesondere für Holländische Pflanzenaquarien typisch.
Zur Anlage einer Pflanzstraße werden Stecklinge einer Aquarienpflanze nach der Größe sortiert und gegebenenfalls der Länge nach eingebildet. Die kleinste Pflanze wird in den Vordergrund gepflanzt, In zwei bis drei parallellaufenden Reihen werden dann schräg nach hinten in stufiger Anordnung die weiteren Stecklinge eingepflanzt. Durch den optischen Effekt entsteht der Eindruck größerer Tiefe im Aquarium. Der Aquarienhintergrund wird in der Regel durch höherwüchsige Pflanzen verdeckt. 
Für die Anlage von Pflanzstraßen eignen sich unter anderem:
- Kardinalslobelie (Lobelia cardinalis)
- Bachburgel (Didiplis diandra)
- Mooskugel oder Algenkugel (Aegagropila linnaei)
- Große Cognacpflanze (Ammannia gracilie)
- Wasserfreund (Hygrophila)
- Falscher Wasserfreund (Gymnocoronis spilanthoides)